# The K2
The K2 (en coreà: 더 케이투 (romanització revisada del coreà, Deo Keitu)) és una sèrie de televisió sud-coreana del 2016 protagonitzada per Ji Chang-wook, Song Yoon-ah i Im Yoon-ah. Es va emetre a tvN tots els divendres i dissabtes a les 20:00 (KST) des del 23 de setembre de 2016 fins al 12 de novembre de 2016 durant 16 episodis.

## Sinopsi
Kim Je-ha és l'àlies d'un antic soldat mercenari del PMC Blackstone. Mentre és a l'Iraq, és incriminat per l'assassinat de la seva amant Raniya, una civil. Com a resultat, fuig i es converteix en un fugitiu. Torna a Corea del Sud i, per casualitat, Choi Yoo-jin, propietari de JSS Security Company i esposa del candidat presidencial Jang-Se joon, li ofereix treballar com a escorta. Accepta la feina a canvi dels recursos que necessita per a venjar-se d'un altre candidat presidencial, Park Kwan-soo, que anteriorment havia ordenat l'assassinat de Raniya. Je-ha té la missió de protegir Go An-na, la filla secreta de Jang Se-joon, la vida de la qual sempre està amenaçada a causa de Yoo-jin, la seva madrastra. An-na, que ha estat reclosa i solitària durant tota la vida, comença a confiar en Je-ha, que mostra preocupació per ella i la protegeix a qualsevol preu. A poc a poc s'enamoren, fent que Je-ha es trobi entre haver de treballar amb el seu cap, Yoo-jin, per a venjar-se de Park Kwan-soo i protegir el seu nou amor, An-na, contra els desitjos de Yoo-jin.
Un altre personatge clau és Choi Sung-won, el germà de Choi Yoo-Jin fill de l'amant (i després segona esposa) del seu pare, que és el ferotge rival de la seva germana. Conspirant amb Park Kwan-soo, finalment causa la mort de Jang Se-joon i Choi Yoo-jin, però més tard ho paga amb la seva vida a mans del devot (i despietat) assistent de Choi Yoo-Jin, Kim Dong-mi. Je-ha aconsegueix el seu objectiu de venjança, i Park se suïcida pels seus actes atroços, netejant el nom de Je-ha. La sèrie acaba amb Je-ha i An-na abraçant-se en un país estranger, amb An-na preguntant a Je-ha quin és el seu nom real i Je-ha a punt de revelar-ho.

## Producció
El drama està escrit pel guionista Jang Hyuk-rin, que va escriure Yong-pal (2015) i dirigit per Kwak Jung-hwan de Neighborhood Hero (2016).
Com que s'emmarca en el gènere d'acció, hi apareixen diverses tècniques de lluita, com ara systema, taekwondo, aikido i jujutsu. Va ser la primera sèrie de televisió coreana a emprar l'efecte Bullet time.
Algunes escenes, sobretot als episodis 1 i 2, es van gravar a Catalunya: a la muntanya de Montserrat, el monestir cistercenc de Santes Creus, a diversos llocs de Barcelona (centre, Ciutat Vella...) i a diverses estacions del metro de Barcelona com la de la plaça d'Espanya i la de Magòria | La Campana, i a la cripta de la Colònia Güell. L'escena final de l'episodi 16 es va enregistrar al turó de la Rovira. La resta de la sèrie es va rodar a Corea del Sud.

## Recepció
La sèrie va rebre crítiques favorables, liderant les valoracions d'audiència televisiva durant les seves 8 setmanes d'emissió. Va ser elogiada pels espectadors per les bones actuacions. Actualment (2021) s'emet internacionalment per Netflix amb subtítols en anglès. Els seus drets d'emissió es van vendre al Vietnam, Taiwan, Hong Kong, Japó, Singapur, Indonèsia, Malàisia, Filipines, Xina, Tailàndia, Israel i Grècia.